# Campanula cottia
Campanula cottia är en klockväxtart som beskrevs av Rudolf Beyer. Campanula cottia ingår i släktet blåklockor, och familjen klockväxter.
Artens utbredningsområde är Italien. Inga underarter finns listade i Catalogue of Life.